# Jean Chamoux
Pour les articles homonymes, voir Chamoux (homonymie).
 (septembre 2016).
Si vous disposez d'ouvrages ou d'articles de référence ou si vous connaissez des sites web de qualité traitant du thème abordé ici, merci de compléter l'article en donnant les références utiles à sa vérifiabilité et en les liant à la section « Notes et références ».
Jean Chamoux (1925-2007) est un photographe français.

## Biographie
Il a commencé sa carrière pendant la guerre, dans le maquis savoyard. Le parachutage du plateau des Glières (1er août 1944) a constitué son premier reportage. Installé en 1947, il a été très actif à Paris jusque dans les années 1980, et a réalisé de nombreux reportages en France et au Moyen-Orient, notamment pour le compte de l'ambassade d'Égypte à Paris. S'il a également travaillé auprès de Robert Doisneau, Édouard Boubat, il est resté très discret et n’a exposé qu’une fois, en proche banlieue. 
Jean Chamoux a néanmoins mis en portrait, à leur domicile personnel, des figures aussi diverses que Blaise Cendrars, Jean Cocteau, Lino Ventura, Habib Bourguiba ou Germaine Coty, l'épouse du président René Coty, et était reconnu comme photographe de premier plan dans la mode et l'industrie. En particulier, il a été un des premiers à pratiquer largement la photographie en couleurs, en grand format (4" x 5" et 13 x 18), et le premier à la développer lui-même à Paris (système Ektachrome E3). 
Cette compétence technique, alors encore peu répandue, doublée d'une maîtrise des photos « à trucs » et techniques (effets de stroboscope par surimpression, éclairages à grande échelle par rampes de flashes) a contribué à son succès dans la presse et dans l'industrie (EDF, Ribet-Desjardins, L'Oréal, Formica, Synergie…).